# توامنسینگ تریلز (پنسیلوانیا)
توامنسینگ تریلز (به انگلیسی: Towamensing Trails) یک منطقهٔ مسکونی در ایالات متحده آمریکا است که در شهرستان کربن، پنسیلوانیا واقع شده‌است. توامنسینگ تریلز ۱۶٫۱ کیلومتر مربع مساحت و ۲٬۲۹۲ نفر جمعیت دارد و ۵۵۱٫۶۹ متر بالاتر از سطح دریا واقع شده‌است.